# Beijomania
Beijomania é uma canção da apresentadora e cantora brasileira Eliana, o nono single de sua carreira, fazendo parte de seu quinto álbum de estúdio, Eliana, sendo lançado em 1997. Embora não tenha se tornado um hit, como Os Dedinhos e Pop Pop, a canção foi diversas vezes executada no Bom Dia & Companhia quando Eliana apresentava o programa, sendo também lembrada pelos fãs diversas vezes.

## Background
Originalmente escrita em espanhol, com o título "Besomania", por Rosa Giron, Alvaro Socci e Claudio Matta, a canção de gênero Pop foi lançada em 1997, depois fazendo parte do álbum lançado no mesmo ano. Eliana reutilizou a canção em uma versão em português, para ser mais compreensível para as crianças.